# Alberto Begné Guerra
Alberto Begné Guerra (Ciudad de México, México, 30 de julio de 1963) es un político y académico mexicano. Se desempeñó como Subsecretario de Prevención del Delito y Participación Ciudadana, en la Secretaría de Gobernación.

## Trayectoria académica
Es licenciado en Derecho por la Universidad Nacional Autónoma de México y tiene una maestría en Relaciones Internacionales por el Instituto Ortega y Gasset.
Se ha desempeñado como profesor de derecho en la UNAM, el ITAM (donde además fue Coordinador del Diplomado de Derecho e Instituciones Electorales durante 1998 y 1999), y el CIDE (donde fue miembro del Consejo Directivo desde 1999 hasta 2004). Es articulista del periódico Excelsior, donde se publica su columna todos los martes en la sección de Opinión. Dentro de sus publicaciones se encuentran: Acceso a la Justicia y Defensa de la Constitución y Sistemas Políticos Partidos y Elecciones, Estudio Comparado, donde comparte la autoría con José Woldenberg.

## Trayectoria política
Inició sus actividades profesionales como asesor del Secretario de Educación Pública de 1986 a 1988, posteriormente se desempeñó como Asesor del Gabinete de Política Exterior de la Presidencia de la República, de 1996 a 1998 fungió como Director de Educación Cívica y Electoral del Instituto Federal Electoral, en el año 2000 fue vocero de la campaña de Jesús Silva-Herzog Flores como candidato a la Jefatura de Gobierno del D.F. por el PRI y de 2002 a 2004 se desempeñó como Secretario Ejecutivo (Fundador) del Instituto Federal de Acceso a la Información Pública (IFAI).
En 2005 fue uno de los cofundadores el Partido Socialdemócrata, donde fue elegido Presidente del Comité Ejecutivo Nacional de agosto de 2005 a septiembre de 2008. El 25 de febrero de 2016 fue nombrado subsecretario de Prevención del Delito y Participación Ciudadana, en la Secretaría de Gobernación.